# Черкизовская
«Черки́зовская» — станция Московского метрополитена на Сокольнической линии. Расположена между станциями «Бульвар Рокоссовского» и «Преображенская площадь», связана пересадкой со станцией «Локомотив» на Московском центральном кольце (МЦК). Находится на территории района Преображенское Восточного административного округа Москвы. Открыта 1 августа 1990 года в составе участка «Преображенская площадь» — «Улица Подбельского». Входит в состав ТПУ «Черкизово».

## История и происхождение названия
Станция открыта 1 августа 1990 года, совместно со станцией «Улица Подбельского» (ныне «Бульвар Рокоссовского»), в составе участка «Преображенская площадь» — «Улица Подбельского», после ввода в эксплуатацию которого в Московском метрополитене стало 143 станции. Названа по селу Черкизово, которое в 1917 году вошло в черту Москвы. Село известно с 1378 года и получило название по имени выходца из Золотой Орды царевича Серкиза (Черкиза), которому оно было пожаловано при крещении и поступлении на службу к великому князю Дмитрию Донскому в числе нескольких угодий в окрестностях Москвы (название Черкизово получили четыре различных селения, их часто смешивают). С 1960-х годов Черкизово стало районом массовой жилой застройки, однако в нём до сих пор сохранились отдельные старые кирпичные постройки.

## Вестибюли и пересадки
Станция имеет два вестибюля: южный, с двумя выходами — на Большую Черкизовскую улицу, Восточному вокзалу и стадиону «РЖД Арена» (ранее «Локомотив») и северный, с двумя выходами — на Щёлковское шоссе и Окружной проезд. На одном конце в северном подземном вестибюле имеется общая лестница, на другом конце в южном наземном вестибюле — эскалаторы.
10 сентября 2016 года открыта станция «Локомотив» Московского центрального кольца (МЦК), вход на которую находится в южном вестибюле станции метрополитена, оттуда же осуществляется проход из пешеходной галереи к Восточному вокзалу, открытого 29 мая 2021 года. Из-за близкого расположения стадиона и торговых рядов «Черкизовского пассажа» (ранее там же находился Черкизовский рынок, закрытый в 2009 году), основной поток пассажиров также проходит через южный вестибюль.
| Южный наземный вестибюль Выход в город на Большую Черкизовскую улицу, к Восточному вокзалу и РЖД Арене, Переход на станцию Локомотив. | 1 путь    | ← к станции «Преображенская площадь» | Северный подземный вестибюль Выход в город на Большую Черкизовскую улицу и Щёлковское шоссе, к Окружному проезду и РЖД Арене. |
| Южный наземный вестибюль Выход в город на Большую Черкизовскую улицу, к Восточному вокзалу и РЖД Арене, Переход на станцию Локомотив. | платформа |                                      | Северный подземный вестибюль Выход в город на Большую Черкизовскую улицу и Щёлковское шоссе, к Окружному проезду и РЖД Арене. |
| Южный наземный вестибюль Выход в город на Большую Черкизовскую улицу, к Восточному вокзалу и РЖД Арене, Переход на станцию Локомотив. | 2 путь    | к станции «Бульвар Рокоссовского» →  | Северный подземный вестибюль Выход в город на Большую Черкизовскую улицу и Щёлковское шоссе, к Окружному проезду и РЖД Арене. |

## Подземные сооружения
Конструкция станции — односводчатая мелкого заложения (глубина заложения — 11 м). Сооружена по типовому проекту. Между станциями «Черкизовская» и «Бульвар Рокоссовского» от главных путей линии отходят две соединительные ветви в электродепо «Черкизово», обслуживающее Сокольническую линию. Депо расположено неподалёку от северного выхода станции.
Путевые стены и часть свода облицованы тёмным металлом, пол выложен серым гранитом. Станция освещается за счёт света, отражаемого сводом и распространяемого светильниками, которые спрятаны за верхней частью облицовки. Над лестничными маршами находятся витражи, посвящённые видам спорта (художник — А. Н. Кузнецов).

## Путевое развитие
На перегоне «Черкизовская» — «Преображенская площадь» есть участок, проходящий над заключённой в коллектор рекой Сосенка.
За станцией расположены съезды в электродепо «Черкизово». Они расположены только на 2-м пути (их последовательность: сначала идёт противошёрстное ответвление в депо — по нему поезда выезжают из депо и попадают на станцию, затем пошёрстное — по нему поезда со станции «Бульвар Рокоссовского» заезжают в депо).
При движении в центр сразу после станции видны отходящие прямо (поезд поворачивает вбок) заделы тоннелей без рельсов — это задумывалось как продление линии перпендикулярно Щёлковскому шоссе, вдоль Окружного проезда, в направлении станции метро «Партизанская». Судьба этого участка окончательно определена как несостоявшийся участок, поскольку такой перегон полностью дублировал бы МЦК (участок «Локомотив» — «Измайлово»). Участок «Бульвар Рокоссовского» — «Черкизовская» также должен был войти в состав первоначального проекта Большого кольца (эта идея полностью устарела к началу проектирования Третьего пересадочного контура). Но в связи с тем же проектом задумывалось продление Сокольнической линии вдоль Щёлковского шоссе, и при движении из центра примерно посередине перегона от «Преображенской площади» сразу после Черкизовского пруда видны отходящие прямо (поезд поворачивает вправо) заделы тоннелей без рельсов для такого продления.
В тоннеле можно разглядеть штанген-камеру (на поверхности тоннель в этом месте поперёк пересекает Халтуринскую улицу).

## Галерея
| - Центральный зал станции. 22 октября 2009 - Посадочная платформа. 15 ноября 2010 - Витраж над лестничным маршем. 19 сентября 2009 - Путевая стена с названием станции. 19 сентября 2009 - Совмещённый вестибюль станции Черкизовская и о.п. Локомотив. 15 ноября 2016 - Указатель выхода и перехода на о.п. Локомотив и Восточный вокзал. 30 мая 2021 |

## Наземный общественный транспорт

### Городской
На этой станции можно пересесть на следующие маршруты городского пассажирского транспорта:
- Автобусы: м60, м60к, е66, 34, 34к, 171, 230, 372, 469, 552, 619, 674, т32, н15

### Областной
- Автобусы: 860, 1251к

## Станция в цифрах
- Код станции — 002.
- В марте 2002 года пассажиропоток составлял: по входу — 47,9 тысячи человек, по выходу — 53,9 тысячи человек.
- Таблица времени прохождения первого поезда через станцию[4]:

| По чётным числам                           | Будние дни | Выходные дни |
| По нечётным числам                         | Будние дни | Выходные дни |
| В сторону станции «Бульвар Рокоссовского»  | 05:45:00   | 05:45:00     |
| В сторону станции «Бульвар Рокоссовского»  | 05:45:00   | 05:45:00     |
| В сторону станции «Преображенская площадь» | 05:30:00   | 05:29:00     |
| В сторону станции «Преображенская площадь» | 05:30:00   | 05:29:00     |